# Brian Fargo
Brian Fargo (Long Beach, Kalifornia, 1962. december 15. –) amerikai számítógépes játék-fejlesztő, korábban az Interplay alapítója és vezérigazgatója. Jelenleg az inXile játékfejlesztő cégnél dolgozik.

## Életútja
Családja a híres Wells Fargo és az American Express alapítója. Frank Byron Fargo és Marie Curtis egyetlen gyermeke. Iskolai évei alatt kezdett el érdeklődni az atlétika iránt, miután pedig kapott a szüleitől egy Apple II gépet 1977-ben, figyelme a programozás felé fordult. Fargo a középiskola elvégzése után 1979-ben elszegődött a Boone Corporation-höz, ahol Atari 2600-ra és Apple II-re fejlesztett programokat.
A cég csődje után, 1983-ban Jay Patel, Rebecca (Bill) Heineman, és Troy Worrell segítségével megalapította az Interplayt. Számítógépes játékok fejlesztésére specializálódtak. Egyik első kiadójuk az Activision volt. 1987-ben szakmai sikert arattak a Bard's Tale szerepjáték-sorozattal, ám az akkori kiadó, az Electronic Arts megkötései miatt úgy döntöttek, saját kiadóvá is válnak. Ez kockázatos lépés volt, ugyanis a kiadói tevékenységgel együtt járt számos további költség, valamint annak a kockázata, hogy egy kevésbé sikeres játék üzletileg is nagy bukás lehet. A végleges függetlenedés 1991-ben következett be: ekkortól az Interplay már kizárólag csak játékok kiadásával foglalatoskodott, Brian Fargót pedig igazgatóvá tették meg.
Ebben a pozíciójában Fargo játéklicencek beszerzéséhez fogott hozzá, valamint bevezette a „bundled software” fogalmát (vagyis a más termékekhez ajándékként odaadott játékét). A csúcson, az 1990-es évek közepén kb. 600 alkalmazottjuk volt, legsikeresebbek a szerepjátékok terén voltak, de létrehoztak egy sportdivíziót is. Fargo úgy gondolta, hogy a konzolos játékpiac felé is el kellene mozdulniuk, ezért felvásárolták a Shiny Entertainmentet.
A romló pénzügyi helyzet miatt azonban drasztikus lépésekre kényszerültek. 1998-ban Fargo a tőzsdére vitte az Interplayt, majd szerzett egy nagyobb tőkeinjekciót a francia illetőségű, és elsősorban a konzolos játékpiacon tevékenykedő Titus Interactive-tól. 2001-ben a Titus többségi tulajdont szerzett a cégben, és mivel homlokegyenest eltérő elképzeléseik voltak az Interplay jövőjét illetően, Fargót lemondatták.
Ezután Fargo visszatért a játékfejlesztéshez, megalapítván az inXile Entertainment-et, amelyben számos korábbi Interplay-dolgozó is helyet kapott. A cég neve is egy áthallásos tréfa, magukra mint "száműzöttekre" utalva. A visszaszerzett Bard's Tale névjogokkal elkészítették 2005-ben a sorozat remake-jét, ezt követően pedig különféle kisebb játékokkal lettek sikeresek. Következő nagyobb címük a 2011-es Hunted: The Demon's Forge volt, ami Fargo egyik legelső, 1981-es szöveges kalandjátéka után kapta a nevét.
Közösségi gyűjtés útján sikerült összegyűjtenie a cégével annyi pénzt, hogy 2014-ben megjelenhetett a Wasteland 2, majd hasonló gyűjtés eredményeképp a Torment: Tides of Numenera 2017-ben. Ez utóbbi világrekordot is döntött, mert kevesebb mint 7 óra alatt elérték az 1 millió dollárt (a célként kitűzött 900 ezret pedig már 6 óra alatt). A finanszírozási mód sikerességét látva készült el a The Bard's Tale IV, majd a Wasteland 3.
Fargo eredetileg úgy tervezte, hogy a Wasteland 3 elkészülte után visszavonul az inXile éléről, de miután a Microsoft Studios felvásárolta őket 2018-ban, úgy döntött, hogy marad.
Fargo alapította 2018-ban a Robot Cache nevű céget, amely blokklánc alapon értékesít játékokat, ezzel garantálva azt, hogy az eladó ne tarthasson meg magának egy digitális kópiát az értékesítés után. A technológia jellegéből adódóan nagyobb részesedést is ígér a kiadóknak minden eladás után, emellett bevezette az Iron névre hallgató kriptovalutát.
Egy időben a Fig névre hallgató közösségi finanszírozó platform igazgatótanácsában is benne volt, eredetileg azért, hogy a Wasteland 3-ra pénzt szerezzen, később pedig hogy alkalmanként beleszóljon, hogy mely játékokat találja a cég finanszírozásra érdemesnek.

## Játékfejlesztőként közreműködött
- Mindshadow (1983)
- Tracer Sanction (1984)
- Borrowed Times (1984)
- Bard’s Tale (1987)
- Bard's Tale 2 (1988)
- Wasteland (1988)
- Bard’s Tale 3 (1989)
- Dragon Wars (1990)
- Battle Chess (1990)
- Neuromancer (1991)
- Castles (1991)
- Bard’s Tale (2005)
- Line Rider (2008)
- Hei$t (2009)
- Hunted: The Demon's Forge (2011)
- Choplifter (2012)
- Wasteland 2 (2014)
- Torment: Tides of Numenera (2017)
- The Bard's Tale IV: Barrows Deep (2018)
- Wasteland 3 (2020)